# 10663 Schwarzwald
10663 Schwarzwald è un asteroide della fascia principale. Scoperto nel 1973, presenta un'orbita caratterizzata da un semiasse maggiore pari a 3,1937014 UA e da un'eccentricità di 0,1605342, inclinata di 2,49682° rispetto all'eclittica.